# Kościół św. Marcina Biskupa w Gnojniku
Kościół świętego Marcina Biskupa – rzymskokatolicki kościół filialny, należący do parafii św. Marcina Biskupa w Gnojniku (dekanat Brzesko diecezji tarnowskiej).

## Historia kościoła
Jest to świątynia wzniesiona w 1380 roku i ufundowana przez Marka Żegotę, kanonika krakowskiego i kustosza kolegiaty sandomierskiej, właściciela Gnojnika; konsekrowana została w 1382 roku przez biskupa krakowskiego Jana Radlicę. W latach 1575–1617 pełniła funkcję zboru ariańskiego. Po odzyskaniu przez katolików została wyremontowana w 1633 roku, dzięki staraniom Kaspra Wielogłowskiego, kasztelana wojnickiego i podkomorzego krakowskiego. W 1657 roku została uszkodzona na skutek najazdu wojsk siedmiogrodzkich. W 1900 roku została częściowo przebudowana w stylu neogotyckim według projektu architekta Zygmunta Hendla. Wówczas została nadbudowana wieża na miejscu drewnianej izbicy, zostały przebudowane dachy i została zbudowana wieżyczka na sygnaturkę. W 1963 roku od strony południowej została dostawiona kruchta murowana na miejscu drewnianej.
Budowla jest gotycka i ma charakter obronny, jest świątynią murowaną, zbudowaną z kamienia i otynkowaną. Kościół posiada kwadratową nawę, przy której od strony południowej znajduje się kruchta, natomiast od strony zachodniej wieża z kruchtą w przyziemiu. Wieża jest na planie kwadratu i posiada trzy kondygnacje. Górna kondygnacja posiada ścięte narożniki i jest nakryta namiotowym dachem hełmowym. Prezbiterium posiada dwa przęsła i jest zamknięte trójbocznie, od strony północnej znajduje się zakrystia. Na zewnątrz świątynia jest opięta uskokowymi skarpami i obwiedziona kamiennym cokołem z gzymsem kapnikowym. W murach znajdują się liczne otwory strzelnicze, pod ostrołukowymi oknami prezbiterium jest umieszczony gzyms kapnikowy. W ścianach świątyni znajdują się wnęki na pomieszczenie stacji Drogi Krzyżowej, zamykane drewnianymi drzwiczkami. Dachy kościoła są dwuspadowe i nakryte dachówką, przedzielone są neogotyckim schodkowym szczytem. Nad nawą znajduje się neogotycka wieżyczka na sygnaturkę nakryta namiotowym dachem hełmowym z latarnią. Wnętrze prezbiterium jest nakryte sklepieniami gotyckimi krzyżowo-żebrowymi, z żebrami przechodzącymi w służki, nawę nakrywają płaskie stropy. Otwór tęczy jest ostrołukowy, posiada wałek w kluczu, chór muzyczny znajduje się w drugiej kondygnacji wieży i otwiera się do nawy ostrołukową arkadą. Od strony południowej w wejściu jest umieszczony portal kamienny, gotycki wykonany około 1380 roku, ostrołukowy, ujęty w pinakle i ozdobiony maswerkami. W ścianie prezbiterium znajduje się tabernakulum kamienne. Polichromia w prezbiterium posiada motywy figuralne, reprezentuje styl neogotycki i powstała na przełomie XIX i XX wieku, odnowiona została w 1963 roku, wówczas również została wykonana nowa polichromia figuralna umieszczona na stropie nawy.
Ołtarz główny reprezentuje styl rokokowy i powstał w 1776 roku. Ufundowany został przez Kazimierza Petryczyna, stolnika połockiego, znajduje się w nim obraz Matki Bożej Częstochowskiej namalowany w XIX wieku oraz w zwieńczeniu obraz św. Marcina powstały na przełomie XIX i XX wieku, którego autorem jest Stanisław Kuna z Bochni. Dwa ołtarze boczne w stylu rokokowym pochodzą z 2. połowy XVIII wieku i zostały ufundowane przez Kazimierza Petryczyna stolnika połockiego, są w nich umieszczone obrazy Matki Boskiej z Dzieciątkiem, Chrystusa Ubiczowanego i św. Józefa, w stylu barokowym, pochodzące z XVIII–XIX wieku. Chrzcielnica marmurowa, w stylu barokowym, pochodzi z XVII/XVIII wieku. Ambona w stylu rokokowym wykonana została w 2. połowie XVIII wieku. Dwa konfesjonały w stylu barokowym, powstały w XVIII wieku. Balustrada chóru muzycznego została wykonana z ozdobnie wycinanych desek, jest polichromowana, reprezentuje styl barokowy i pochodzi z XVIII wieku. Krucyfiks w stylu barokowym wykonany został w XVIII wieku. Świątynia posiada trzy marmurowe epitafia: Anny Korduli (pochodzące z XVIII wieku); Salomei Petryczynowej (zmarłej w 1794 roku); Romana Petryczyna (pochodzące z końca XVIII wieku). Organy o pięciu piszczałkach zostały wykonane w 1854 roku i ufundował je Edward Homolacs. Dwa dzwony o imionach Marcin i Stanisław zostały odlane w 1954 roku w przemyskiej Odlewni dzwonów Felczyńskich.